# L'atomo infinito
L'atomo infinito è un romanzo di fantascienza del 1949 scritto da John W. Campbell.

## Trama
In un pianeta non precisato tenta un atterraggio di fortuna una nave spaziale.
Gli occupanti sono dei centauri e tentano con tutte le loro avanzate tecnologie di riparare la nave per tornare verso il loro pianeta natale.
Dopo vari tentativi capiscono che è tutto inutile e cercano di avviare contatti proficui con la primitiva specie di abitanti bipedi del pianeta. Uno della razza aliena viene conosciuto dai primitivi col nome di Chirone che diffonde parte del proprio sapere ai suoi nuovi "amici" che lo considerano come un essere semidivino.
Sono passati secoli e il genere umano ha colonizzato i pianeti del sistema solare. Su Giove è nato Aarn Munro uno scienziato di grandissima capacità e visione del futuro. I terrestri sono anche entrati in contatto pacifico con altre civiltà. Tuttavia con alcune civiltà la Terra è arrivata a scontri armati spaziali.
Tra queste civiltà c'è quella dei Centauri. Dopo vari scontri e utilizzo di armi di livello tecnologico sempre crescente solo la bravura di Aarn Munro consente di creare una arma basata sull'atomo infinito, ottenuto in condizioni fisiche impensabili fino ad allora, consente di fermare la guerra con una netta vittoria dei terrestri. Talmente netta che non è necessario neppure distruggere i centauri, basta una sola dimostrazione della potenza di Munro.